# Acronicta polonica
Acronicta polonica är en fjärilsart som beskrevs av Prüffer 1919. Acronicta polonica ingår i släktet Acronicta och familjen nattflyn. Inga underarter finns listade i Catalogue of Life.